# Chemiepark Delfzijl

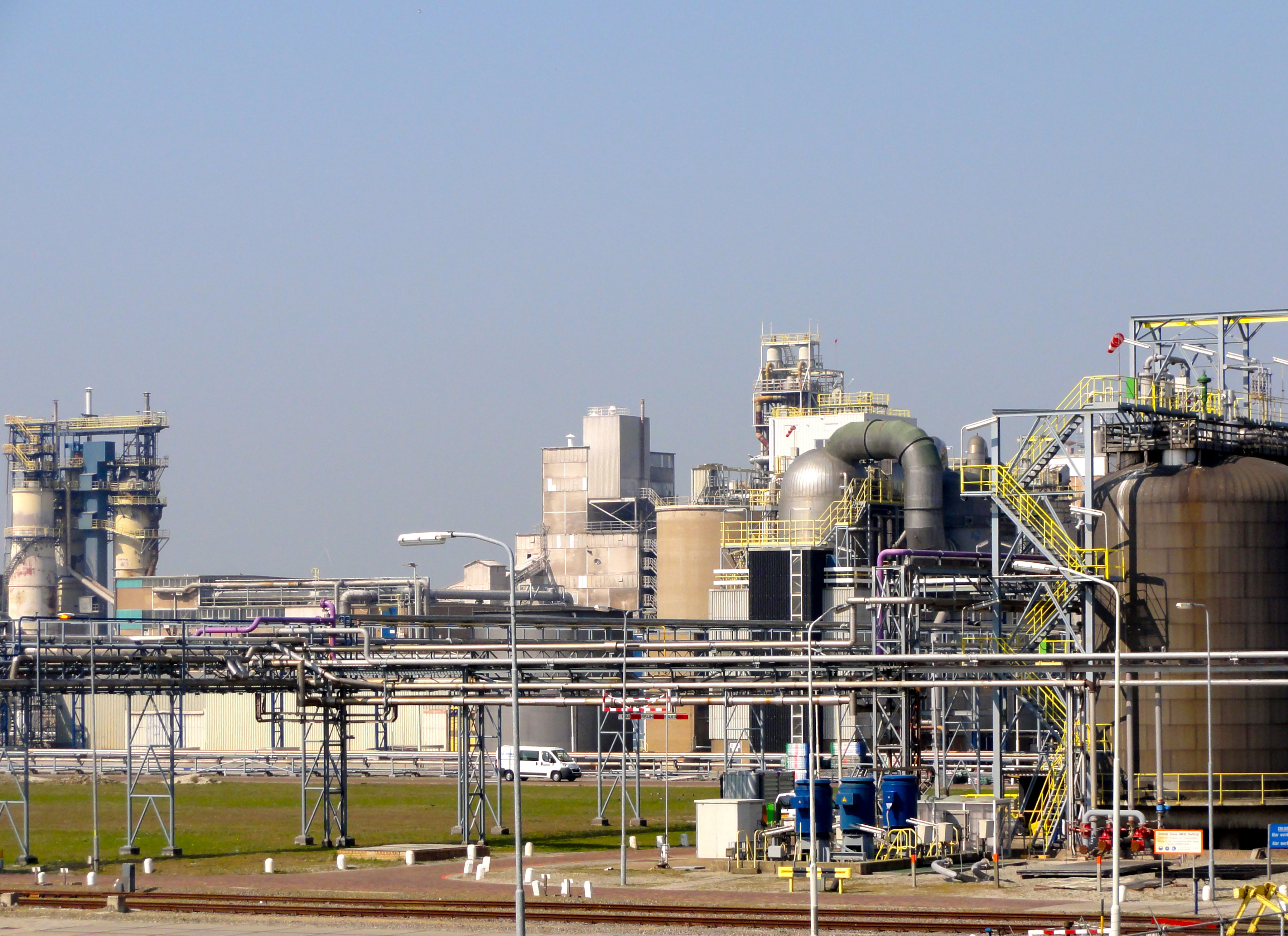
Chemiepark Delfzijl in 2011

Het Chemiepark Delfzijl is een geïntegreerd industrieterrein in de Oosterhoek van Delfzijl, dat is gebaseerd op zoutchemie. Het terrein heeft een oppervlakte van 100 ha en vormt het meest noordwestelijke deel van het veel grotere industrieterrein Oosterhorn. Het wordt begrensd door de Eems in het westen, het Zeehavenkanaal in het noorden, het Metal Park Delfzijl in het oosten (de grens ligt ten westen van Aldel) en de Oosterhornhaven in het zuiden. Vroeger lagen hier de polder Oosterveld en de valgen van Heveskes en Weiwerd. In 2008 werkten er 1250 mensen.
Basis hiervoor was het voorkomen van zout in Westerlee (zie ook Heiligerlee en Tranendal) en Ommelanderwijk/Zuidwending. Van hier uit werd een pekelleiding van 30 km aangelegd naar Delfzijl en de pekelwinning werd gestart in 1957.

## Sodafabriek en Kemax
De aanvang van de geschiedenis van het chemiepark ving aan met de start van de bouw van de Nederlandse soda Industrie (NSI) in 1954. Dit was een samenwerking van KNZ, DSM en Mekog. Deze fabriek kwam in 1957 in productie en ging in 1958 verder onder de naam: Koninklijke Nederlandse Soda-industrie (KNS). In 1998 werd de sodafabriek overgenomen door Brunner Mond. Grondstoffen zijn: pekel, kalksteen en cokes en het bijproduct is calciumchloride, dat in gezuiverde vorm wordt bereid en verkocht door de firma Kemax. Dit bedrijf is in 1994 opgericht door Brunner Mond en Tetra Technologies. Brunner Mond is in handen van Tata Chemicals ltd. Op 20 april 2009 kwam het bericht dat de sodafabriek ging sluiten en de 130 werknemers zouden worden ontslagen.

## Zoutbedrijf
Het Zoutbedrijf, tegenwoordig onderdeel van AkzoNobel, startte in 1959. Hier wordt de aangevoerde pekel uit de Oost-Groninger bodem gezuiverd van calcium- en magnesiumzouten. Ook het aanwezige natriumsulfaat wordt verwijderd en als product verkocht door het sulfaatbedrijf, dat startte in 1961. In 1986 werd een droogzoutinstallatie in bedrijf genomen. Hier wordt ongeveer 2,6 miljoen ton zout per jaar gewonnen dat vooral gebruikt wordt voor industriële doeleinden, zoals het maken van chloor en loog en een klein deel wordt gebruikt als wegenzout.

## Elektrolysebedrijf
In 1958 startte het kwikelektrolysebedrijf, met een capaciteit van 120.000 ton/jaar. Hier werd NaCl ontleed in chloorgas en natronloog. Daarnaast wordt waterstofgas en chloorbleekloog geproduceerd. Dit natronloog werd ingedampt in het caustic sodabedrijf, wat bestaan heeft van 1962-1996. Het kwikelektrolysebedrijf sloot in 1983.
In 1969 werd het diafragma-elektrolysebedrijf opgestart en in 2005 een membraan-elektrolysebedrijf met een capaciteit van 90.000 ton/jaar aan chloor. Hiervan was 70.000 ton/jaar bestemd voor verwerking in eigen fabrieken van Akzo Nobel, en de rest was voor verkoop aan andere lokale bedrijven bestemd. Het diafragma-elektrolysebedrijf sloot in 2005.
In 2006 werd door AkzoNobel een nieuwe Chlooralkalifabriek geopend. De chloorfabriek in Hengelo werd gesloten, waarmee een einde kwam aan de chloortransporten van Hengelo naar Delfzijl via het spoor.

## Petrochemie
Van 1964-1977 heeft een petrochemisch bedrijf bestaan dat werd opgericht door de toenmalige Algemene Kunstzijde Unie.

## MA/CC
In 1968 werd de fabriek voor methylaminen en cholinechloride (MA/CC) gestart. Deze fabriek werd in 2000 uitgebreid met een productie-eenheid voor trimethylammoniumchloride (TMA)·HCl. In 2004 werd de bouw van een monochloorazijnzuurbedrijf gestart. Voordien werd dit vervaardigd bij Akzo in Hengelo, waar 33.000 ton/jaar werd geproducreed.

## Chloorkoolwaterstoffenbedrijf
Dit bedrijf werd in 1970 opgericht. Het produceerde methyleenchloride en chloroform. De productie van perchlooretheen uit chloor en propyleen stopte in 1990. In 1990 startte men met de productie van perchlooretheen en tetrachloorkoolstof. Grondstof was chloor en propyleen en de productiecapaciteit bedroeg ongeveer 30.000 ton/jaar aan tetrachloorkoolstof. Het bedrijf werd in 2003 gesloten.

## Kunsthars en methanol
In 1971 werd MCN opgericht door Akzo en DSM. Deze fabriek, in 1972 geopend, maakte formaldehyde en kunstharsen. Het bedrijf werd in 1991 overgenomen door het Finse bedrijf Neste Oy en ging in 2001 deel uitmaken van de Dynea Groep waarin de chemiedivisies van Neste en het Noorse bedrijf Dyno ASA verenigd werden.
In 1976 werd het consortium Methanor opgericht. Hierin werkten Akzo, DSM en het Noorse bedrijf Dyno samen. De fabriek werd in 1978 geopend en ze produceert methanol uit aardgas.
In 2006 werd de fabriek BioMCN geopend. Deze produceert eveneens methanol maar gebruikt daarvoor glycerine, dat een bijproduct is van de productie van biodiesel.

## Delamine
Delamine was een combinatie van Akzo, de Japanse Tosoh Groep, en de Noordelijke Ontwikkelingsmaatschappij (NOM), opgericht in 1976. De in 1978 geopende fabriek ging ethylaminen produceren. Grondstoffen hiervoor zijn ethyleendichloride, ammoniak en natronloog. In 1985 trok de NOM zich uit deze onderneming terug. De productiecapaciteit bedraagt ongeveer 12.000 ton/jaar.

## Delesto
Delesto is een warmte-krachtcentrale die in 1987 werd gestart als samenwerkingsproject tussen AkzoNobel en Essent (toentertijd EGD). In 2010 leverde ze 550 ton/uur aan stoom en 530 MW aan elektriciteit. 80% van deze elektriciteitsproductie wordt getransporteerd naar het landelijke net. De overige 20% wordt gebruikt op het Chemie Park zelf. De installatie bestaat uit één gasturbine met afgassenketel goed voor 28 MW, drie gasturbines met afgassenketel goed voor 47 MW per turbine, twee stoomturbines met een totaal slikvermogen van 470 ton/uur goed voor 25 MW per stuk en een STEG-installatie (Delesto 2) van 360 MW.

## Twaron
In 1983 werd de Aramide Maatschappij opgericht door Akzo en de NOM. In 1985 kwam deze onder de naam Arami in bedrijf. Hier werden monomeren vervaardigd voor de Twaronspinnerij te Emmen. Arami veranderde in 1994 haar naam in Aramid Products. In 1999 werd de Akzo Nobel vezelgroep ondergebracht in Acordis, dat in 2000 verzelfstandigd werd om in 2000 overgenomen te worden door het Japanse Teijin onder de naam Teijin Twaron, later Teijin Aramid.
De monomeren zijn PPD en TDC en de grondstoffen hiervoor zijn aniline, natriumnitriet, zoutzuur en waterstofgas. PPD en TDC reageren samen tot het polymeer aramide.

## Lubrizol
In 1997 startte de bouw van een fabriek voor gechloreerd Polyvinylchloride (CPVC) door het Amerikaanse bedrijf BFGoodrich. In 2001 werd het overgenomen door AEA Investors en ging NoVeon heten. Tegenwoordig maakt het bedrijf deel uit van het Amerikaanse bedrijf Lubrizol Corp.

## Dienstverlenende bedrijven
- Stork Technical Services vestigde zich hier in 2006.
- Société Générale de Surveillance (SGS) is een Zwitsers bedrijf dat controles uitvoert en certificeringen afgeeft.